# Boyhood

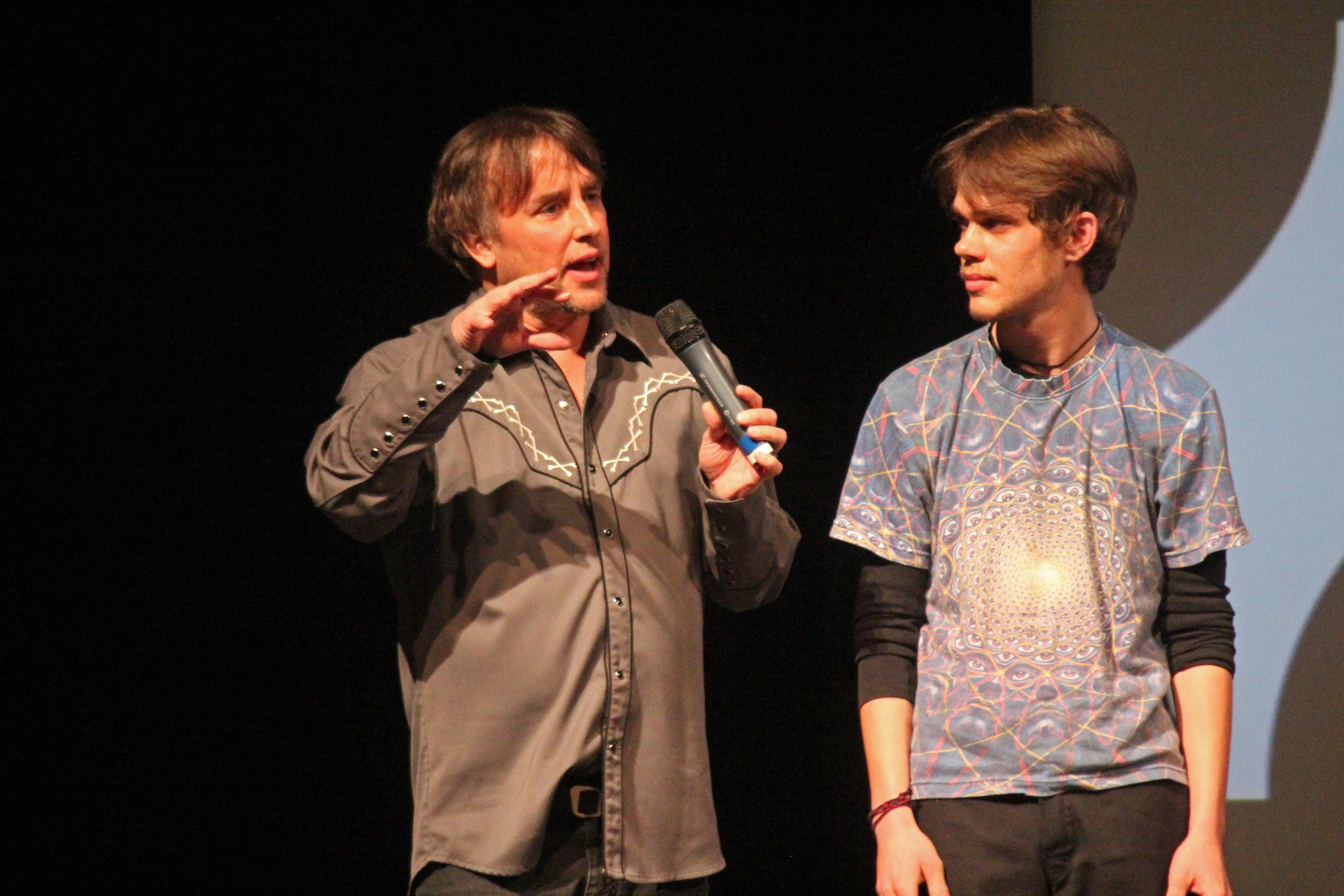
Richard Linklater i Ellar Coltrane (2013)

Boyhood – amerykański dramat obyczajowy z 2014 roku w reżyserii Richarda Linklatera. Film pokazuje dorastanie i wchodzenie w dorosłość chłopca o imieniu Mason, kręcony był przez blisko 12 lat od maja 2002 do października 2013 i przez cały ten czas bohaterów grali ci sami aktorzy.

## Obsada
- Ellar Coltrane jako Mason Evans jr
- Patricia Arquette jako Olivia Evans
- Lorelei Linklater jako Samantha Evans
- Ethan Hawke jako Mason Evans sr
- Marco Perella jako Bill Welbrock
- Jamie Howard jako Mindy Welbrock
- Andrew Villarreal jako Randy Welbrock
- Libby Villari jako Catherine
- Brad Hawkins jako Jim
- Jenni Tooley jako Annie

## Odbiór

### Box office
Budżet filmu wyniósł 4 miliony dolarów. Według Box Office Mojo film zarobił w Stanach Zjednoczonych i Kanadzie ponad 25 mln USD. W innych krajach przychody wyniosły blisko 23 mln, a łączny przychód z biletów wyniósł ponad 48 milionów dolarów.

### Krytyka w mediach
Film spotkał się z wyjątkowo dobrą reakcją krytyków. W serwisie Rotten Tomatoes 97% z 317 recenzji jest pozytywne, a średnia ocen wyniosła 9,24/10. Na portalu Metacritic łączna ocena na podstawie 50 recenzji wyniosła 100 punktów na 100.

## Nagrody
Film zdobył wiele nagród i cieszy się ogólnym uznaniem krytyków:
- 64. Międzynarodowy Festiwal Filmowy w Berlinie:
  - Srebrny niedźwiedź dla najlepszego reżysera: Richard Linklater
  - Nagroda Gildii Niemieckich Kin Arthousowych: Richard Linklater
  - Nagroda czytelników „Berliner Morgenpost”: Richard Linklater
- Nowojorskie Niezależne Nagrody Filmowe Gotham:
  - Nagroda publiczności: najlepszy film
- Stowarzyszenie Krytyków Filmowych z Los Angeles:
  - Najlepszy film
  - Najlepszy reżyser: Richard Linklater
  - Najlepsza aktorka pierwszoplanowa: Patricia Arquette
  - Najlepszy montaż: Sandra Adair
- Stowarzyszenie Nowojorskich Krytyków Filmowych:
  - Najlepszy film
  - Najlepszy reżyser: Richard Linklater
  - Najlepsza aktorka pierwszoplanowa: Patricia Arquette
- Złoty Glob 2015[6]
  - Najlepszy film dramatyczny
  - Najlepszy reżyser: Richard Linklater
  - Najlepsza aktorka drugoplanowa: Patricia Arquette
- BAFTA 2015[7]
  - Najlepszy film
  - Najlepszy reżyser: Richard Linklater
  - Najlepsza aktorka drugoplanowa: Patricia Arquette

A także nominacje do nagrody Critics’ Choice, Independent Spirit Awards i wielu innych.